# Brazilin
Brazilin je prirodno bojilo, C16H1405, koje se dobiva redukcijom brazileina, koji kristalizira u blijedožutim iglicama. Brazilein, C16H1205 (CI 75280), kristalizira u obliku srebrnosjajnih listića. Topljiv je u alkalijama (tamnocrvena boja) i u vrućoj vodi (narančasta fluorescencija). Brazilein se nalazi u drveću roda Caesalpinia (lat. Caesalpinia crista, C. brasiliensis i druge). Upotrebljava se za bojenje vune i svile, a boja ovisi o močilu. Močilo s aluminijskim solima daje ljubičastu boju, s kositrenim solima narančastosmeđu, a sa željeznim solima ljubičastosivu. Metalni kompleksi služe kao pigmenti za izradu slikarskih boja. Brazilein se upotrebljava kao oksidometrijski indikator i za bojenje histoloških preparata.

## Prirodna bojila
Prirodna bojila su obojeni organski spojevi koji se nalaze u stanicama biljaka i životinja, te u mikroorganizmima. Prirodna bojila mogu se u njima nalaziti u slobodnom obliku (kurkumin) ili u spoju sa šećerom i bjelančevinama. Neka su bojila (indigo, antikni purpur) bezbojna, pa se od njih dobiva obojen spoj oksidacijom, fermentacijom ili fotokemijskim postupkom. 

### Heterociklička prirodna bojila
Prema kemijskoj konstituciji heterociklička prirodna bojila mogu se svrstati u dvije skupine: bojila s kisikovim atomima i bojila s dušikovim atomima u prstenima. Od bojila koja danas imaju neko praktično značenje u prvoj su skupini: brazilein, hematein, oenin i santalin, dok su u drugoj skupini: antikni purpur, indigo i klorofil.

### Brazil-drvo
Brazil-drvo (port. brasa: žar od germ. brasa) ili pernambuk-drvo (lat. Caesalpinia echinata) je crveno, tvrdo i žilavo drvo; raste u Južnoj Americi (po tom je drvetu dobio ime Brazil); pod istim se imenom prodaje i drvo drugih vrsta Caesalpinia. Upotrebljava se za dobivanje crvene tinte i crvene boje, a služi i u stolarstvu, rezbarstvu i tokarstvu.

### Slike
|                                                      |                                       |                                           |                                                            |
| Crvena kora brazil-drva (lat. Caesalpinia echinata). | Po brazil-drvetu Brazil je dobio ime. | Srž ili gredica (daska) od brazil-drveta. | Brazil-drvo ili pernambuk-drvo (lat. Caesalpinia echinata) |